# 구나무산
구나무산은 대한민국 경기도 가평군에 있는 높이 859m의 산이다. 산의 명칭은 구나무가 많아서 붙여졌다. 경기 육괴 경기변성암복합체의 흑운모 편마암으로 구성된 편마암 산이다.

## 같이 보기
- 한국의 산
- 가평군의 지질